# Latania
Genre
Latania est un genre qui regroupe des plantes de la  famille des Arécacées parmi celles qui sont communément appelées lataniers.

## Liste d'espèces
- Latania loddigesii (latanier bleu)
- Latania lontaroides (latanier rouge)
- Latania verschaffeltii (latanier jaune)